# Margattea ceylanica
Margattea ceylanica es una especie de cucaracha del género Margattea, familia Ectobiidae. Fue descrita científicamente por Saussure en 1868.
Habita en Sri Lanka e Indonesia.